# Чернишов Сергій Дмитрович
Сергій Чернишов (біл. Сяргей Чарнышоў, нар. 29 січня 1965, Курськ, СРСР) — СРСР та білоруський футболіст, захисник та півзахисник.

## Життєпис
Вихованець курського футболу. Розпочинав свою кар'єру на позиції захисника в місцевому «Авангарді», за який в першостях СРСР провів 193 гри. Пізніше Чернишев зумів перекваліфікуватися в півзахисника.
У 1990 році він виступав в іванівському «Текстильнику». Через рік футболіст поїхав у Білорусь, де продовжив виступати в складі клубу КІМ (Вітебськ). У складі цієї команди хавбек ставав призером чемпіонату країни.
У 1995 році Чернишов перейшов у луганську «Зорю-МАЛС» з Вищої ліги України. Дебютував за луганську команду 5 березня 1995 року в програному (0:4) виїзному поєдинку 18-го туру вищої ліги чемпіонату України проти запорізького «Торпедо». Сергій вийшов у стартовому складі та відіграв увесь поєдинок. У футболці «Зорі» зіграв 16 матчів. У другій частині сезону зіграв 2 матчі в футболці «Система-Борекс» з другої ліги чемпіонату України.
Завершив кар'єру в 1999 році в вітебському «Локомотиві-96».

## Досягнення
- Білоруська футбольна вища ліга
  -  Срібний призер (2): 1992/93, 1994/95
  -  Бронзовий призер (1): 1993/94

- Кубок Білорусі
  -  Володар (1): 1997/98